# Occagnes
Occagnes is een gemeente in het Franse departement Orne (regio Normandië) en telt 543 inwoners (2004). De plaats maakt deel uit van het arrondissement Argentan.

## Geografie
De oppervlakte van Occagnes bedraagt 15,4 km², de bevolkingsdichtheid is 35,3 inwoners per km².
De onderstaande kaart toont de ligging van Occagnes met de belangrijkste infrastructuur en aangrenzende gemeenten.

## Demografie
Onderstaande figuur toont het verloop van het inwonertal (bron: INSEE-tellingen).